# Matilde Elena López

Matilde Elena López (20 tháng 2 năm 1919 – 11 tháng 3 năm 2010 ) là một nhà thơ, nhà tiểu luận, nhà viết kịch và nhà phê bình văn học người Salvador. Những tác phẩm quan trọng nhất của bà bao gồm ăn Masferrer, alto penador de Centro América,, Cart Cart a a garaa và Hồi La balada de Anastasio Aquino.
Trong những năm 1940, bà là thành viên của Liên đoàn các nhà văn chống phát xít, một nhóm các nhà văn trẻ với những ý tưởng cánh tả. Vào tháng 4 năm 1944, bà tham gia vào phong trào phổ biến tìm cách lật đổ chính quyền của nhà độc tài Maximiliano Hernández Martínez. Bà học tại Đại học San Carlos de Guatemala và Đại học Trung tâm Ecuador, và tại Đại học sau này, bà nhận bằng tiến sĩ triết học.
Năm 1958, bà gia nhập Đại học El Salvador, nơi bà làm giáo sư, giám đốc của Khoa Nghệ thuật và Phó Trưởng Khoa Nhân văn. Bà cũng đã giảng dạy tại Đại học Centroamericana "Jose Simeon Cañas". Vở kịch năm 1978 của cô, The Ballad of Anastasio Aquino dành riêng cho nhà lãnh đạo bản địa người Salvador Anastasio Aquino.
Từ năm 1997 cho đến khi qua đời, bà là thành viên của Học viện Salvadoreña de la Lengua.

## Công trình đáng chú ý
- Masferrer, alto penador de Centroamérica (tiểu luận, 1954),
- Giải thích xã hội del arte (tiểu luận, năm 1965),
- Dante, poeta y cikishano del futuro (tiểu luận, năm 1965),
- Estudio-prólogo a las Obras escogidas de Alberto Masferrer (1971),
- Estudio-prólogo a las Obras escogidas de Claudia Lars (1973),
- Estudios sobre poesía (tiểu luận, 1973),
- La balada de Anastasio Aquino (vở kịch, 1978),
- Los sollozos oscuros (thơ, 1982),
- El verbo amar (thơ, 1997)
- Văn hóa của Assayos (1998).